# Tim Wiese
Tim Wiese (* 17. Dezember 1981 in Bergisch Gladbach) ist ein ehemaliger deutscher Fußballtorhüter.

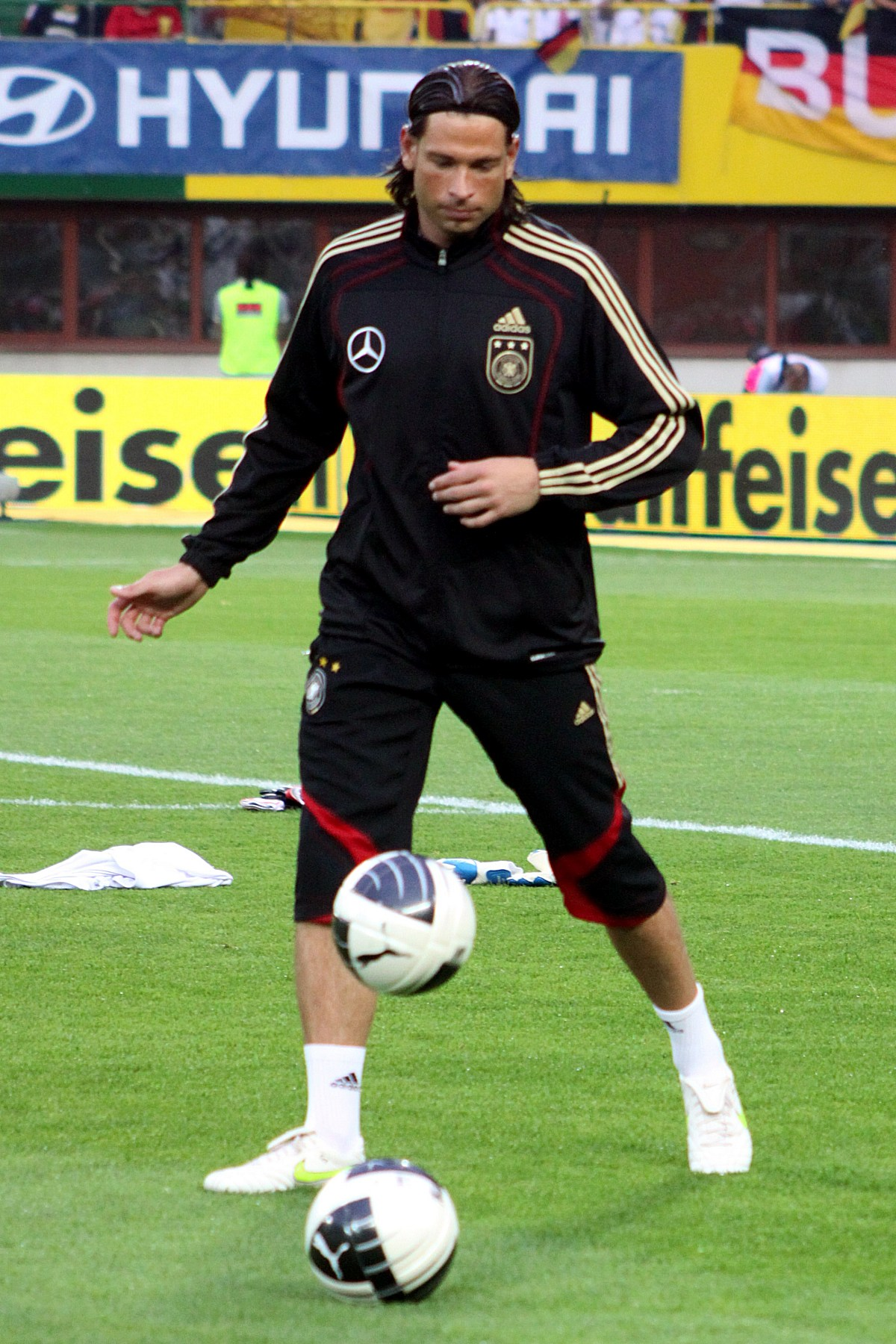
Tim Wiese vor einem Spiel der deutschen Nationalmannschaft

Mit seinem langjährigen Verein Werder Bremen, für den er zwischen 2005 und 2012 spielte, gewann er 2009 den DFB-Pokal und stand im selben Jahr im Finale des UEFA-Pokals. 2013 endete seine Profikarriere bei der TSG 1899 Hoffenheim, bei der er nach weniger als einem Jahr freigestellt wurde. Mit der Nationalmannschaft nahm Wiese an der Weltmeisterschaft 2010 und an der Europameisterschaft 2012 teil.
Nach dem Ende seiner Profifußball-Laufbahn durch Freistellung lief Wieses Vertragsverhältnis mit der TSG 1899 Hoffenheim rein formal noch bis 2016. Er befasste sich zwischenzeitlich mit Bodybuilding und trat unter anderem im November 2016 unter dem Kampfnamen The Machine im Rahmen einer WWE-Deutschland-Tour in einem Schaukampf auf.

## Karriere

### Verein

#### Anfänge
Zu Beginn seiner fußballerischen Laufbahn in der E-Jugend des DJK Dürscheid war Tim Wiese noch Stürmer. Er wechselte 1989 in die Jugendabteilung von Bayer 04 Leverkusen, wo er von seinem Trainer aufgrund von Achillessehnenproblemen allerdings ins Tor beordert wurde. In der Folge durchlief er auf dieser Position alle Jugendmannschaften.
Anschließend wechselte Wiese im Sommer 1999 in die Regionalliga Nord zu Fortuna Köln, seiner ersten Mannschaft im Herrenbereich. Dort fiel er Gerry Ehrmann, dem Torwarttrainer des 1. FC Kaiserslautern, auf. Wiese wechselte zur Winterpause der Saison 2001/02 auf den Betzenberg und verdrängte den Stammtorwart Georg Koch. In der Saison 2004/05 zog sich Wiese am Ende der Hinrunde allerdings einen Kreuzbandriss im linken Knie zu und fiel den Rest der Saison aus.

#### Werder Bremen
Zur Saison 2005/06 wechselte Wiese zu Werder Bremen, wo er zunächst einen Vertrag bis 2008 unterschrieb. In einem Vorbereitungsspiel auf die neue Saison riss das Kreuzband erneut. Dadurch fiel er wiederum mehrere Monate aus und absolvierte über 15 Monate – außer ein Halbfinale im Ligapokal im Juli 2005 für Bremen – kein Pflichtspiel. Sein Debüt gab er am 8. Februar 2006 im Spiel gegen den VfB Stuttgart, als er in der 81. Spielminute für den damaligen Stammtorwart Andreas Reinke eingewechselt wurde.

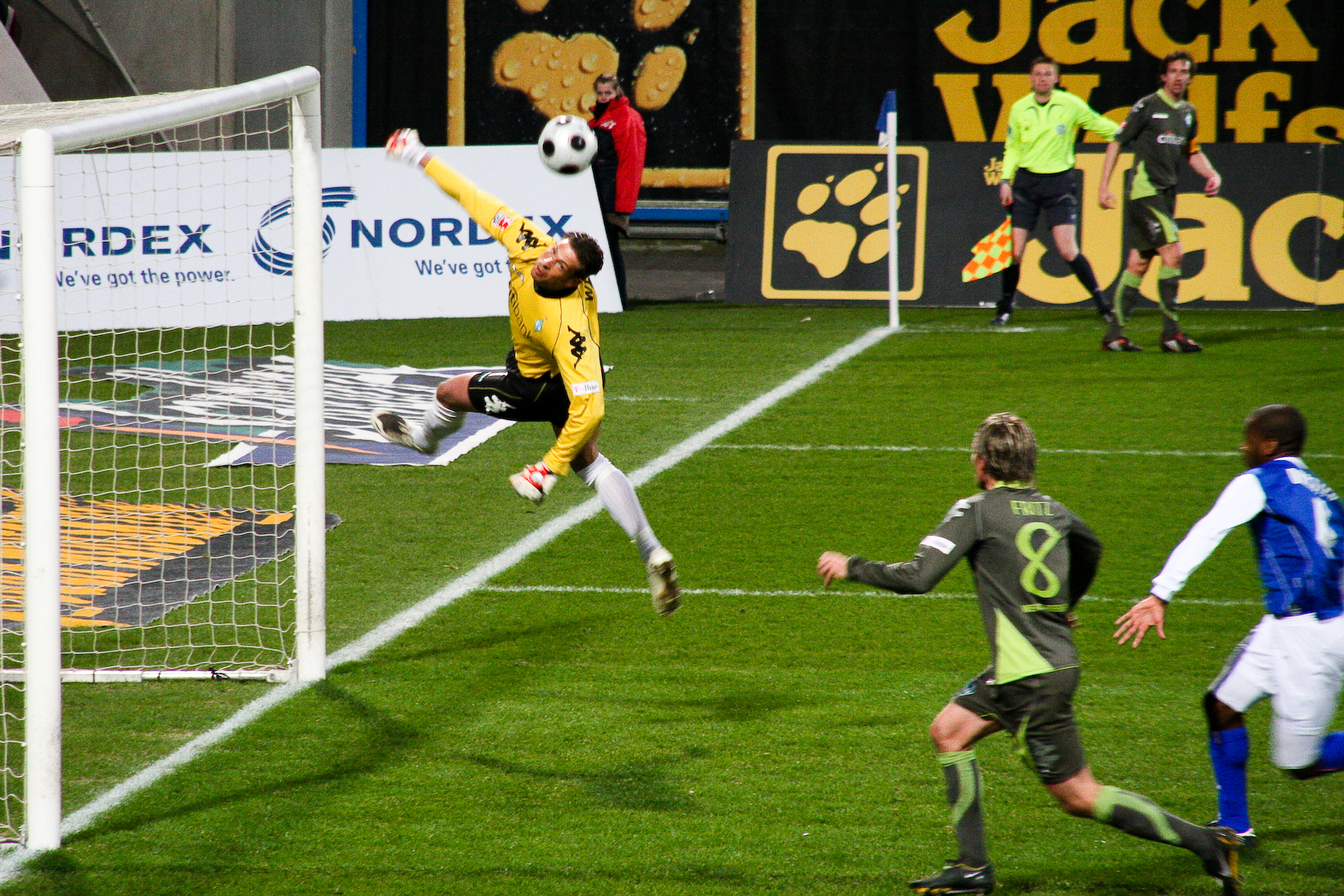
Tim Wiese in Aktion bei einem Bundesliga-Heimspiel gegen Hansa Rostock (15. April 2008)

Nachdem er durch eine Verletzung von Reinke einen Stammplatz im Bremer Tor erhalten hatte, unterlief ihm am Abend des 7. März 2006 im Champions-League-Rückspiel gegen Juventus Turin kurz vor Schluss ein Fehler – er ließ eine gefangene Flanke wieder aus der Hand fallen –, der zum Ausscheiden seiner Mannschaft im Achtelfinale führte. Nach einem 3:2 im Hinspiel in Bremen verlor Werder das Rückspiel mit 1:2. Am 19. Oktober 2007 verlängerte Wiese seine Vertragslaufzeit vorzeitig bis 2012.
Im Februar 2008 hielt Wiese binnen drei Spieltagen drei Foulelfmeter. Im Halbfinale des DFB-Pokals 2008/09 gegen den Hamburger SV hielt er im Elfmeterschießen drei Schüsse.
Im Nordderby gegen den Hamburger SV am 7. Mai 2008 trat Wiese den Hamburger Stürmer Ivica Olić in der 42. Minute mit dem Fuß ins Gesicht. Schiedsrichter Lutz Wagner zeigte ihm dafür die gelbe Karte. Franz Beckenbauer bewertete Wieses Foul in einem Kommentar als „Mordversuch“. Wiese sagte im ARD-Interview zu dieser Szene, dass er den Ball getroffen habe und Olić dann in ihn hineingelaufen sei, entschuldigte sich jedoch später für die Aktion bei Olić per SMS. Eine unbekannte Person in Hamburg stellte Strafanzeige gegen Wiese; das Verfahren wurde vier Monate später eingestellt. Olić erlitt eine Prellung im Hals- und Schulterbereich.
Im Spiel gegen Bayern München Ende Januar 2011 foulte Tim Wiese Thomas Müller auf ähnlich kuriose Weise, indem er ihn in der letzten Spielminute mittels einer Beinschere zu Boden streckte und hierfür die rote Karte sah.

#### Ende der Profikarriere in Hoffenheim
Wiese verlängerte seinen zum Saisonende 2011/12 auslaufenden Vertrag mit Werder nicht und wurde für die Folgesaison von der TSG 1899 Hoffenheim für vier Jahre bis zum 30. Juni 2016 verpflichtet. Bei Hoffenheim wurde er zum Ende der Vorbereitung von Trainer Markus Babbel zum Kapitän der Mannschaft ernannt. Noch in der gleichen Saison musste Wiese die Kapitänsbinde aufgrund von anhaltenden schwächeren Leistungen wieder abgeben. Später war er unter dem neuen Trainer Marco Kurz nach der Verpflichtung von Heurelho Gomes nur noch die Nummer drei unter den Torhütern der Kraichgauer und zwischenzeitlich aus disziplinarischen Gründen gänzlich aus dem Profikader gestrichen. Auch als sich Gomes am 28. Spieltag verletzte und bis zum Saisonende ausfiel, wurde Wiese unter dem neuen Trainer Markus Gisdol weiterhin nicht berücksichtigt und ihm die Ersatztorhüter Koen Casteels und Jens Grahl vorgezogen. Sein letztes von zehn Bundesligaspielen für die TSG 1899 Hoffenheim absolvierte Wiese unter Marco Kurz am 26. Januar 2013 bei einer 1:2-Niederlage bei Eintracht Frankfurt.
In der Vorbereitung auf die Saison 2013/14 wurden Wiese und weitere nicht mehr zum Profikader gehörende Spieler in die von Vereinsseite betitelte „Trainingsgruppe 2“ versetzt, die unabhängig vom übrigen Profikader trainierte. Die „umstrittene“ Gruppe, die am Ende noch aus Wiese, Tobias Weis, Edson Braafheid, Matthieu Delpierre und Matthias Jaissle bestand, wurde Ende September 2013 wieder aufgelöst, um die Spieler ins Training der zweiten Mannschaft zu integrieren. Der „Trainingsgruppe 2“ haftet seither ein „legendärer“ Ruf an. Während die übrigen Spieler der „Trainingsgruppe 2“ in das Training der zweiten Mannschaft integriert wurden, bekam Wiese auf eigenen Wunsch Einzeltraining mit dem ehemaligen Torhüter Lutz Pfannenstiel, der als Scout im Verein beschäftigt war.
Am 21. Januar 2014 gab die TSG 1899 Hoffenheim die Trennung von Wiese bekannt. Angeblich habe er eine Abfindung in Höhe von sechs Millionen Euro erhalten. Rund einen Monat später wurde publik, dass Wiese lediglich eine Abstandszahlung erhalten habe und sein Grundgehalt reduziert worden sei. Der Vertrag von Wiese, der weiterhin vom Spiel- und Trainingsbetrieb freigestellt war, hatte noch Gültigkeit über seine ursprüngliche Laufzeit bis zum 30. Juni 2016. Der Verein wollte sich damit Optionen – wie die Transferrechte – erhalten. Im November 2014 erklärte Wiese, dass er mit dem Fußball „nichts mehr am Hut“ habe.

#### Comeback als Amateur
Im November 2016 beantragte Wiese beim Bayerischen Fußballverband eine Spielerlaubnis für die in der achtklassigen Kreisliga Nord Schwaben spielende SSV Dillingen, für die er seit dem 1. Januar 2017 spielberechtigt war. Der Kontakt zum Verein kam über den ersten Vorsitzenden Christoph Nowak zustande, mit dem Wiese befreundet ist. Ob er tatsächlich für den Verein auflaufen werde, ließ Nowak zunächst offen. Wiese kündigte jedoch an, eine Partie für den „guten Zweck“ zu absolvieren, was Anfang März 2017 bestätigt wurde. Er wolle sich mit der Aktion für den Amateurfußball einsetzen, da dieser laut seiner Aussage immer mehr in den Hintergrund gerate. Am 1. April 2017 kam Wiese schließlich im Ligaspiel gegen den TSV Haunsheim zum Einsatz. Die 1:2-Niederlage der SSV Dillingen vor circa 2.200 Zuschauern wurde live auf der Facebook-Seite des Bayerischen Fußballverbandes übertragen.

„Der Amateurfußball rückt aufgrund des Profisports immer weiter in den Hintergrund. Ich bin froh, dass ich etwas dazu beitragen konnte, dem Amateurfußball heute eine so große Aufmerksamkeit zu verleihen. Die Kulisse mit den vielen Zuschauern war super und das Spiel für die Mannschaft, für den Verein und natürlich auch den Gegner ein absolutes Highlight.“

### Nationalmannschaft

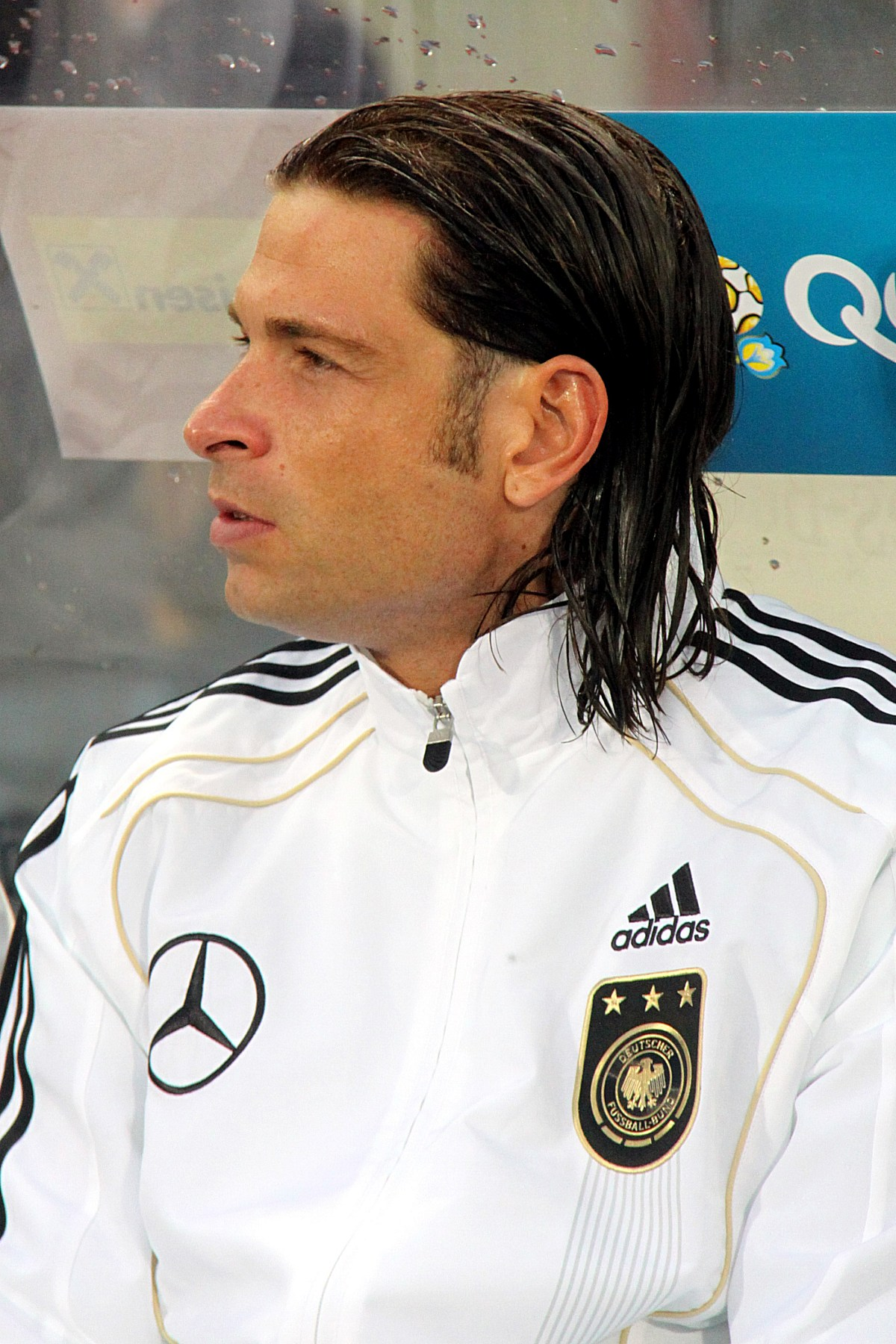
Wiese bei der Nationalmannschaft (2011)

Wiese absolvierte insgesamt 14 Spiele für die deutsche U-21-Nationalmannschaft. Er erhoffte sich eine Berufung in die A-Nationalmannschaft, die allerdings zunächst ausblieb. Im September 2007 kritisierte er Bundestrainer Joachim Löw dafür öffentlich.
Am 14. August 2008 wurde Wiese nachträglich erstmals für ein A-Länderspiel – Deutschland gegen Belgien am 20. August – für den verletzten René Adler nominiert. Allerdings saß er nur auf der Reservebank, da Robert Enke von Beginn an spielte.
Am 2. September 2008 hatte Wiese sein inoffizielles Nationalmannschaftsdebüt beim Abschiedsspiel von Oliver Kahn, bei dem er nach der Halbzeitpause für Robert Enke eingewechselt wurde. Elf Wochen später, am 19. November 2008, lief er zum ersten Mal bei einem offiziellen Länderspiel auf: Zu Beginn der zweiten Halbzeit im Freundschaftsspiel gegen England wurde Wiese für Adler eingewechselt; die Partie endete 2:1 für England.
Am 6. Mai 2010 wurde er von Bundestrainer Löw als zweiter Torwart in den erweiterten Kader für die WM 2010 berufen. Als Ersatztorwart für Manuel Neuer sollte er im Spiel um Platz 3 gegen Uruguay zu seinem ersten WM-Einsatz kommen. Auf Grund einer Schleimbeutelentzündung wurde er jedoch durch Hans Jörg Butt ersetzt. Dadurch ist Wiese der einzige deutsche Spieler aus dem Kader, der bei der WM 2010 kein Spiel bestritt. Sechs Jahre später gab Wiese bekannt, dass er zwar angeschlagen war, er jedoch hätte spielen können. Aber er habe „einfach keinen Bock mehr“ gehabt. Wiese war beleidigt, weil ihm nach der schweren Verletzung René Adlers vor der WM 2010 der junge Manuel Neuer als Stammtorhüter vorgezogen wurde. Er sagte im Interview sechs Jahre später: „Warum sollte ich in so einem Spiel noch auflaufen?“
Bis März 2012 hatte Wiese sechs A-Länderspiele bestritten, keines davon gewann die deutsche Nationalmannschaft. An der EM 2012 nahm Wiese zusammen mit Ron-Robert Zieler als Ersatz für Neuer teil und schied mit der Mannschaft im Halbfinale aus. Nach der EM gab Löw am 9. August 2012 bekannt, vorerst nicht mehr mit Wiese zu planen.

## Erfolge
Verein
- DFB-Pokal-Sieger: 2009
- DFL-Ligapokal-Sieger: 2006

Auszeichnungen
- Silbernes Lorbeerblatt 2010
- Einstufung als Internationale Klasse in der Rangliste des deutschen Fußballs: Sommer 2009, Winter 2009/10, Sommer 2010, Winter 2010/11

## Wrestlingauftritte
Im September 2014 bot ihm das Unternehmen World Wrestling Entertainment (WWE), die größte amerikanische Wrestling-Organisation, an, als Wrestler an offiziellen Kämpfen teilzunehmen. Wiese ließ zunächst offen, ob er das Angebot annehmen werde. Im November 2014 gab er allerdings erstmals bekannt, mit der WWE über eine Karriere als Wrestler im Gespräch zu stehen. Am 15. November 2014 wurde Wiese erstmals in der Frankfurter Festhalle in eine WWE-Live-Show eingebunden, als er nach einem Tag-Team-Match in den Ring stieg und mit den Usos ihren Sieg feierte.
Im Juni 2016 nahm Wiese eine Einladung von Triple H an, eine Ausbildung in Orlando im US-Bundesstaat Florida zu absolvieren. Im September 2016 absolvierte Wiese ein einwöchiges Training im Performance Center der WWE unter der Leitung von Matt Bloom. Am 3. November 2016 stieg er unter dem Ring-Namen Tim „The Machine“ Wiese in einem 6-Mann Tag-Team-Match gemeinsam mit Cesaro und Sheamus gegen Primo und Epico (The Shining Stars) und Bo Dallas im Rahmen einer Deutschland-Tour in der Münchner Olympiahalle erstmals in den Ring. Das Match wurde so gescriptet, dass das Team um Tim Wiese gewann. An der Deutschland-Tour 2017 nahm Wiese nicht teil, da er laut eigener Aussage nicht ins Storytelling passe. Kurz darauf beendete er seine Karriere, da er für weitere Matches in der WWE laut eigener Aussage für drei Jahre in den USA hätte leben müssen. Trotzdem deutete GWF-Star Pascal Spalter bei einer Ausgabe von GWF Kick Out eine Herausforderung an Tim Wiese an.

## Persönliches

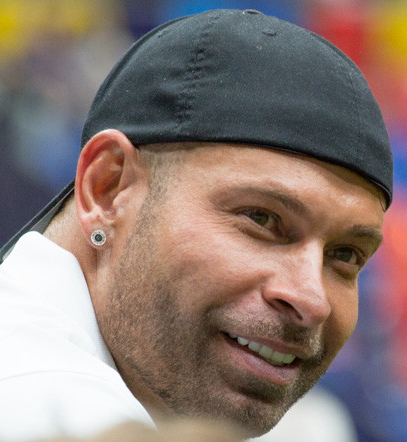
Tim Wiese (2018)

Wiese ist seit dem 20. Dezember 2010 mit seiner langjährigen Lebensgefährtin Grit Freiberg verheiratet und hat eine Tochter. Er hat den Realschulabschluss an der Gesamtschule Kürten absolviert.
Sein Vater starb 2011 an den Folgen einer Krebserkrankung; seine Mutter starb an ALS.
Ende Januar 2016 erhielt Wiese eine Kolumne in der Boulevardzeitung Bild.
Am 8. Januar 2017 gewann er zusammen mit Darts-Weltmeister Michael van Gerwen den vom deutschen Fernsehsender ProSieben organisierten Showkampf Promi-Darts-WM 2017.
Ende 2017 wurde Wieses Sportwagen, ein Lamborghini Aventador, vorübergehend von der Hamburger Polizei beschlagnahmt. Anlass war eine Verkehrskontrolle in der Innenstadt, die sich gegen sogenannte Auto-Poser richtete. Dabei wurde festgestellt, dass das Fahrzeug die zulässigen Lärmgrenzwerte deutlich überschritt. Laut mehreren Medienberichten war eine fernbedienbare Modifikation der Auspuffanlage für den erhöhten Geräuschpegel verantwortlich.

## Ausschluss von Werder Bremen
Im Oktober 2022 gab Werder Bremen eine Pressemitteilung heraus, in der man sich von Wiese distanzierte. Grund dafür sei sein wiederholter öffentlicher Umgang mit Personen aus dem „rechten Milieu“. Der Verein werde Wiese nicht mehr zu offiziellen Veranstaltungen einladen, zudem werde er nicht mehr für die Werder-Traditionsmannschaft auflaufen. In der Folge distanzierte sich Tim Wiese von rechtem Gedankengut und räumte eigene Fehler ein: „Ich weiß, dass ich in der Vergangenheit mehr darauf hätte achten sollen, mit wem ich mich umgebe und vor allem hätte ich mich von bestimmten Leuten inhaltlich deutlicher abgrenzen müssen“. Zudem zeigte er auch Verständnis für die Reaktion seitens Werder Bremen.

## Sonstiges
Zwischen September 2018 und Mai 2024 war Wiese regelmäßig als Experte in der sport1-Fußball-Talkshow Fantalk zu Gast.